# Ivankivți, Berdîciv
Ivankivți (în ucraineană Іванківці) este localitatea de reședință a comunei Ivankivți din raionul Berdîciv, regiunea Jîtomîr, Ucraina.

## Demografie
Componența lingvistică a localității Ivankivți
     Ucraineană (97,36%)
     Rusă (2,2%)
     Alte limbi (0,44%)
Conform recensământului din 2001, majoritatea populației localității Ivankivți era vorbitoare de ucraineană (97,36%), existând în minoritate și vorbitori de rusă (2,2%).